# MFKスカリツァ
メスツキー・フトバロヴィー・クルブ・スカリツァ（スロバキア語: Mestský futbalový klub Skalica）は、スロバキアのトルナヴァ県のスカリツァをホームタウンとするサッカークラブ。スカリツァ最古のサッカークラブである。

## 歴史
スカリツァのサッカーは1918年に始まり、1920年にシュポルトヴィー・クルブ・スカリツァ（スロバキア語: Športový klub Skalica）が創設された。クラブカラーは創設以来、緑と白である。1945年、TJソコル・テクラ・スカリツァに改称した。1953年、タトラン・スカリツァに改称した。1963年、ZVLスカリツァに改称した。1990年、ZVLがスポンサーを離れ、クラブ名はŠKスカリツァに戻った。2006年、ŠKスカリツァからサッカー部門が独立し、MFKスカリツァが創設された。
2014-15シーズンはDOXXbetリーガで優勝したゼムプリーン・ミハロフツェに次ぐ2位になり、ライセンスを取得できずに降格したMFKコシツェの代わりにフォルトゥナ・リーガに初昇格した。

## クラブ名
- 1920-1945 ŠKスカリツァ (ŠK Skalica)
- 1945-1953 ソコル・テクラ・スカリツァ (Sokol Tekla Skalica)
- 1953-1963 DŠOタトラン・スカリツァ (DŠO Tatran Skalica)
- 1963-1990 TJ ZVLスカリツァ (TJ ZVL Skalica)
- 1990-2006 シュポルトヴィー・クルブŠKスカリツァ (Športový klub ŠK Skalica)
- 2006- MFKスカリツァ (MFK Skalica)[4]

## 過去の成績
| シーズン | リーグ               | 順位 | 試 | 勝 | 分 | 敗 | 得 | 失 | 差  | 点 |
| -------- | -------------------- | ---- | -- | -- | -- | -- | -- | -- | --- | -- |
| 2013-14  | 3.リーガ・西部       | 02位 | 30 | 21 | 5  | 4  | 70 | 26 | +44 | 68 |
| 2014-15  | 2.リーガ・西部       | 01位 | 22 | 15 | 4  | 3  | 40 | 16 | +24 | 49 |
| 2014-15  | 2.リーガ・プレーオフ | 02位 | 22 | 15 | 3  | 4  | 32 | 15 | +17 | 48 |